# Billy Childs
Billy Childs (William Edward Childs, * 8. März 1957 in Los Angeles) ist ein US-amerikanischer Jazzpianist und Komponist.

## Leben und Wirken
Childs hatte im Alter von sechs Jahren ersten Klavierunterricht und besuchte sechzehnjährig die Community School of the Performing Arts, wo er Musiktheorie bei Marienne Uszler und Klavier bei John Weisenfluh studierte. Von 1975 bis 1979 studierte er an der University of Southern California Komposition unter Robert Linn.
Childs arbeitete früh mit J. J. Johnson zusammen, mit dem er seine ersten Aufnahmen einspielte. Von 1978 bis 1984 war er Partner von Freddie Hubbard, zu hören etwa auf Pinnacle: Live & Unreleased from Keystone Korner und One of a Kind; danach leitete er Night Flight, eine Gruppe, der Dianne Reeves angehörte. Seit 1988 nahm er Alben als Bandleader auf. Außer mit dem eigenen Quartett spielte er auch mit Allan Holdsworth, Eddie Daniels, Bobby Hutcherson, Branford Marsalis, Bunny Brunel und anderen.
Seit Anfang der 1990er Jahre komponierte Childs eine Reihe klassischer Werke. Als Komponist und Jazzmusiker erhielt er zehn Grammy-Nominierungen und wurde dreimal mit dem Grammy ausgezeichnet.
2014 nahm er ein Album zum Gedenken an die Sängerin und Songschreiberin Laura Nyro auf. Es erreichte Platz 1 der US-Jazzalbumcharts.

## Diskografie
- Take for Example This … mit Mike Baker, Lenny Castro, Tony Dumas, Joey Heredia, Steve Houghton, Jimmy Johnson, Bob Sheppard, Carl Wurtz, 1988
- Twilight Is Upon Us mit Mike Baker, Clayton Cameron, Luis Conte, Joseph Davis, Tony Dumas, Lynne Fiddmont, Reggie Hamilton, Jimmy Johnson, Nick Kirgo, Anthony Marinelli, Darryl Phinnessee, Bob Sheppard, 1989
- His April Touch mit Mike Baker, Tony Dumas, Bruce Fowler, Walt Fowler, Jimmy Johnson, Bob Sheppard, 1991
- Portrait of a Player mit Tony Dumas, Billy Kilson, 1993
- I’ve Known Rivers mit Mike Baker, Mark Curry, Scott Henderson, Jimmy Johnson, Dianne Reeves, Carol Robbins, Bob Sheppard, Peter Sprague, Richard Todd, 1994
- Child Within mit Terence Blanchard, Luis Bonilla, William Claxton, Ravi Coltrane, Dave Holland, Jeff Tain Watts, Steve Wilson, 1996
- Skim Coat mit Carl Allen, Buster Williams, 1999
- Bedtime Stories mit Billy Hart, Katherine Miller, George Mraz, 2000
- Lyric (Jazz-Chamber Music Volume 1) (Lunacy, 2005) mit Brian Blade, Scott Colley, Larry Koonse, Carol Robbins, Bob Sheppard, Marvin Smitty Smith
- Autumn: In Moving Pictures (Jazz-Chamber Music Volume 2) (Lunacy, 2010) mit Brian Blade, Scott Colley, Larry Koonse, Carol Robbins, Antonio Sánchez, Bob Sheppard, dem Ying Quartett und weiteren Musikern

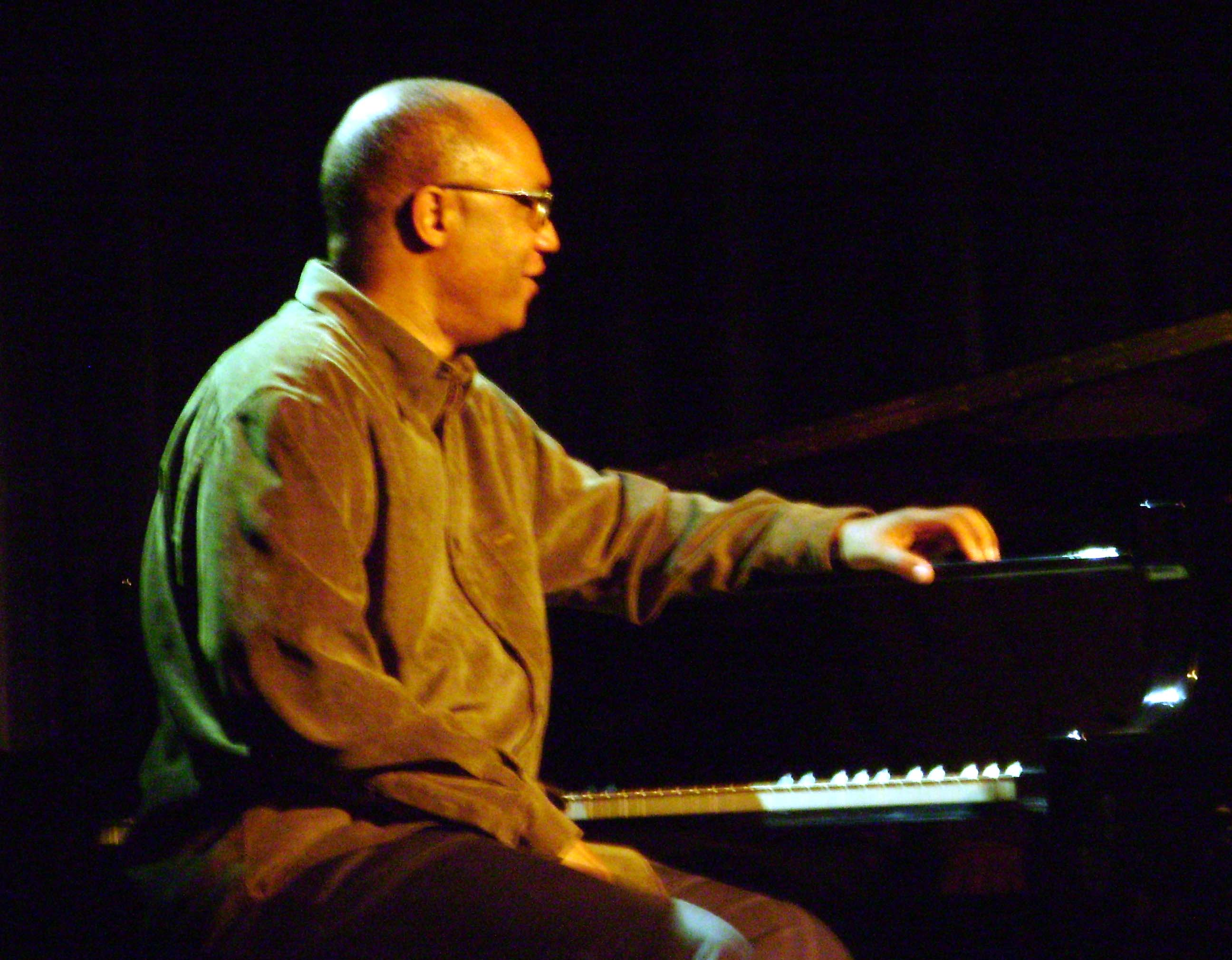
Billy Childs 2008 bei einem Auftritt mit Jack DeJohnette

- Map to the Treasure: Reimagining Laura Nyro (2014)
- Rebirth (Mack Avenue, 2017, Grammy)
- Acceptance, Mack Avenue, 2020
- The Winds of Change, Mack Avenue, 2023[2]

## Kompositionen
- Concerto for Percussion and Concert Band, UA North Texas State Wind Orchestra unter Eugene Corporan 1986
- Tone Poem for Holly, UA Los Angeles Philharmonic Orchestra unter Esa-Pekka Salonen 1993
- Fanfare for the United Races of America UA Los Angeles Philharmonic Orchestra unter Esa-Pekka Salonen 1994
- The Distant Land, UA Akron Symphony Orchestra unter Alan Balter 1995
- Music for String Orchestra, UA unter Phillip Brunelle 1989
- Concerto for Piano & Jazz Chamber Orchestra, 1994
- Just Like Job, Kantate, UA 1997
- A Day in the Forest of Dreams für Bläserquintett und Klavier, UA Dorian Wind Quintet, 1997
- For Suzanne, UA Los Angeles Philharmonic Orchestra und Dianne Reeves unter Leitung des Komponisten, 2004
- The Fierce Urgency of Now nach Texten von Martin Luther King, UA Childs, Wynton Marsalis und das Lincoln Center Jazz Orchestra 2005
- The Voices of Angels, Kantate, 2005